# Marius Visser
Pour les articles homonymes, voir Visser.
Pas d'image ? Cliquez ici

a Compétitions nationales et continentales officielles uniquement.

b Matchs officiels uniquement.
Dernière mise à jour le 5 décembre 2018.
Marius Visser, né le 24 avril 1982 à Walvis Bay en Namibie, est un joueur de rugby à XV namibien. Il joue avec l'équipe de Namibie entre 2007 et 2011, évoluant au poste de pilier. Il mesure 1,91 m et pèse 140 kg. 
Il fait partie de la sélection de Namibie sélectionnée pour la coupe du monde 2007 en France., et pour la coupe du monde 2011 en Nouvelle-Zélande.

## Statistiques en équipe nationale
- 20 sélections avec l'équipe de Namibie.
- 5 points marqués (1 essai).
- 1er test match le 26 mai 2007 contre l'équipe de Zambie.
- Sélections par année : 8 en 2007, 5 en 2009, 6 en 2010 et 1 en 2011.

En Coupe du monde : 
- 2007 (2 matchs, 2 comme titulaire (Argentine, Géorgie))
- 2011 (1 match, 1 comme titulaire (Afrique du Sud))